# Nell Tiger Free
Nell Tiger Free, född den 13 oktober 1999 i London, Storbritannien är en brittisk skådespelare.
Free har bland annat medverkat i TV-serien Servant 2019-2023, Too Old to Die Young år 2019 Game of Thrones 2015-2016.

## Filmografi (i urval)
- 2015–2016 – Game of Thrones (TV-serie)
- 2019 – Too Old to Die Young (TV-serie)
- 2019–2023 – Servant (TV-serie)
- 2024 – The First Omen